# 趙長卿
赵长卿（?—?），号仙源居士，江西南丰人，宋代词人。
赵长卿生卒年均不詳，南宋寧宗嘉定末前後尚在世。寓居南丰。曾有妾文卿，教以苏軾作品，又能唱苏词。三年後为其母索還，改嫁农夫，文卿不忘情，常常寄所作词问讯，长卿每为酬答。趙長卿作品通俗，多情愛之作。有《惜香樂府》十卷，毛晋刻入《宋六十名家词》中。《全宋词》录有其词339首。